# Globe Unity Orchestra
Le Globe Unity Orchestra est un collectif européen de free jazz et musique improvisée, originaire d'Allemagne. Il est formé en 1966 par le pianiste Alexander von Schlippenbach.

## Histoire
Le Globe Unity Orchestra est formé durant l'automne 1966 à la suite d'une commande reçue par Alexander von Schlippenbach pour le festival de Jazz de Berlin. Le pianiste restera son directeur musical. Les racines musicales du groupe sont le free jazz américain duquel ces musiciens s'émancipent pour inventer leur propre voie réunissant tant les traditions européennes savantes et populaires que les musiques extra-occidentales : « Au départ, ce nouveau style de « free jazz » spécifiquement européen fut bâti sur les innovations formelles, sonores, méthodologiques et expressives avancées par Ornette Coleman, Albert Ayler, Cecil Taylor, John Coltrane et d’autres musiciens afro-américains du début des années 1960. Plus tard, on attribua largement à ces nouveaux musiciens européens le fait d'avoir rompu avec les directions stylistiques empruntées par le jazz américain. »
Pour sa première représentation à la philharmonie de Berlin, le 3 novembre 1966, Schlippenbach rassemble en un grand ensemble le quartet de Gunter Hampel, le quintet de Manfred Schoof et le trio de Peter Brötzmann soit Willem Breuker (sb, ss), Brötzmann (s), Gerd Dudek (st), Hampel (clb, fl), Sven-Åke Johansson (batt), Peter Kowald (b, tuba), Jaki Liebezeit (batt), Buschi Niebergall (basse), Alexander von Schlippenbach (p) et Schoof (trp). Durant les années qui suivent, l'orchestre de début est étoffé par la participation d'autres musiciens européens et américains tels que Johannes Bauer (trb), Anthony Braxton (sa, cl), Rüdiger Carl (sa, st), Günter Christmann (trb), Toshinori Kondo (trp), Steve Lacy (ss), Paul Lovens (batt), Paul Lytton (batt), Albert Mangelsdorff (trb), Evan Parker (ss, st), Michel Pilz (clb, cl, bars), Ernst-Ludwig Petrowsky (sa, cl, fl), Enrico Rava (trp), Paul Rutherford (trb), Heinz Sauer (ss, st), Bob Stewart (tuba) et Kenny Wheeler (trp). 
Dans les années 1970, la présence de musiciens anglo-saxons est plus marquée, avec des musiciens tels que le guitariste Derek Bailey, le saxophoniste Evan Parker, les trombonistes Malcolm Griffiths et Paul Rutherford, le trompettiste Kenny Wheeler et le batteur Han Bennink. Ces années productives furent marquées par une série d’enregistrements sur le label FMP.
L'orchestre se produit à New Delhi, en Inde, pour le Jazz Yatra à la fin des années 1970. Il joue également à l’Ashoka Hotel à New Delhi en 1978. Le concert clôturant la période d’activité principale du groupe est celui donné au festival de Jazz de Chicago en 1987. Durant les années 1980 et 1990, le groupe connait une activité plus réduite qui serait liée à des conditions économiques plus défavorables.
Le ralentissement de l’activité du groupe n’affecte pas la pérennité du noyau dur de la formation. La composition de l’ensemble en l'honneur du 40e anniversaire célébré en 2006 réunit autant les anciens membres que des musiciens issus de la jeune génération free européenne, tels que Axel Dörner ou Rudi Mahall. Les musiciens rassemblés pour le concert et l'enregistrement sont les suivants : Johannes Bauer (trb) ; Jeb Bishop (trb) ; Jean-Luc Cappozzo (trp) ; Gerd Dudek (s) ; Axel Dörner (trp) ; George Lewis (trb) ; Paul Lovens (batt) ; Paul Lytton (batt), Rudi Mahall (clb) ; Evan Parker (s) ; Ernst-Ludwig Petrowsky (s) ; Paul Rutherford (trb) ; Alexander von Schlippenbach (p) ; Manfred Schoof (trp) ; Kenny Wheeler (trp).

## Style musical
Le panel stylistique de l'orchestre est large et rassemble autant des morceaux de Thelonious Monk, de Jelly Roll Morton que des improvisations libres collectives. Alors que l'orchestre évolue, il recourt de moins en moins à des arrangements structurés.
L'orchestre est décrit comme « la plus remarquable association de talents issus du jazz non conventionnel depuis les big bands de l'AACM ». Le principe de réunir au cours de l’après-guerre des musiciens venant de toute part du globe n’est pas exempte d’une dimension utopique et politique : « Les musiciens allèrent jusqu’à rechercher le rassemblement bien plus ambitieux d’une communauté globale imaginée - une unité globale - rendue plus urgente que jamais par les souvenirs de la brutalité de la guerre, une fois de retour au pays, qui comme pour Manfred Schoof, forma l’arrière-plan des fondateurs de l’orchestre, une expérience qu’aucun Américain né après la guerre civile américaine n’avait jamais enduré dans son propre pays. » Dans la même veine de collectifs mêlant écriture et improvisation figurent Le Vienna Art Orchestra dirigé par Mathias Rüegg ou le Willem Breuker Kollektif de Willem Breuker.

## Discographie
- 1966 : Alexander Schlippenbach: Globe Unity (Saba/MPS)
- 1973 : Live in Wuppertal (FMP)
- 1974 : Der alte Mann bricht... sein Schweigen (FMP)
- 1975 : Bavarian Calypso/Good Bye(FMP)
- 1976 : Evidence Vol. 1 (FMP)
- 1976 : Into the Valley Vol. 2 (FMP)
- 1977 : Jahrmarkt/Local Fair (Po Torch)
- 1977 : Pearls, Globe Unity Orchestra and Guests (FMP)
- 1978 : Improvisations  JAPO
- 1979 : Hamburg '74 (avec Choir of the NDR-Broadcast) (FMP)
- 1980 : Compositions (JAPO)
- 1983 : Intergalactic Blow (JAPO)
- 1993 : 20th Anniversary (FMP)
- 2001 : Globe Unity 67 and 70 (Atavistic/Unheard Music Series)
- 2003 : Globe Unity 2002 (Intakt)
- 2007 : 2006: Globe Unity – 40 Years (Intakt)
- 2011 : Baden-Baden '75, Globe Unity Orchestra and Guests (FMP)
- 2013 : ... Und Jetzt Die Sportschau (Trost)
- 2014 : 50 Jahre Jazz Fest Berlin (Berliner Festspiele) (enregistré en 1966)
- 2018 : Globe Unity – 50 Years (Intakt) (enregistré en 2016)